# Török Elemér
Török Elemér (Lelesz, 1930. november 14. – Pozsony, 2006. június 7.) költő, újságíró, tanító.

## Élete
1953-ban Pozsonyban a Magyar Pedagógiai Főiskolán szerzett tanítói oklevelet.
Tanítóként kezdte pályafutását Pozsonyban. 1953-1961 között Pozsonyban az Új Ifjúság rovatvezetője volt. 1961-ben hazaköltözött Leleszre, majd 1963-ig nevelőtanárként, munkásként dolgozott. 1964-1976 között Abarán igazgató-tanító volt. 1977-ben az Új Szó szerkesztője, riportere és rovatvezetője lett.
A Csemadok Központi Bizottságának 20 évig volt tagja. A Bodrogköz poétája volt.

## Elismerések
- A Szlovák Köztársaság Ezüstérme
- Posonium Irodalmi-Díj
- Szülőföld-Díj
- Madách Posonium életműdíj (2005)

## Művei
- 1954 Három fiatal költő (tsz. Veres János és Ozsvald Árpád)
- 1968 Fényért perelek. Madách, Pozsony
- Virágzó kövek. Versek; Madách–Szépirodalmi, Bratislava–Bp., 1973
- 1976 Delelő. Madách, Pozsony
- 1984 Jegenyék. Madách, Pozsony
- 1989 Forgó évszakok. Madách, Pozsony
- Árnyak és fények; Madách–Szépirodalmi, Bratislava–Bp., 1990 (Csehszlovákiai magyar írók)  Archiválva 2021. május 9-i dátummal a Wayback Machine-ben
- Tavaszi égen tél zokog...; Madách-Posonium, Bratislava, 1998
- 2000 Virágot és dalt üzenek. Lelespress
- Éveim fehér havasán. Válogatott és új versek; Madách-Posonium, Pozsony, 2003